# Nina Christenová
Nina Christenová (* 7. února 1994 Stans) je švýcarská sportovní střelkyně. Je členkou klubu LG Nidwalden a věnuje se střelbě ze vzduchovky a malorážky.
Střeleckou tradici má v rodině, věnuje se tomuto sportu od roku 2006 a na vrcholové úrovni od roku 2011. Jejím prvním reprezentačním úspěchem byla stříbrná medaile v juniorské soutěži na mistrovství světa ve sportovní střelbě v roce 2014. Byla nominována na Letní olympijské hry 2016, kde obsadila v polohové malorážce na 50 m šesté místo. Na Evropských hrách 2019 získala s Janem Lochbihlerem zlatou medaili v soutěži smíšených dvojic ve střelbě z malorážky vleže. V roce 2019 také vyhrála v malorážce mistrovství Evropy ve sportovní střelbě a akci Světového poháru v Novém Dillí.
Na tokijské olympiádě zvítězila v polohové malorážce, kde vytvořila olympijský rekord 463,9 bodu a získala pro Švýcarsko vůbec první olympijské zlato ze ženských střeleckých soutěží. Na hrách v Tokiu obsadila rovněž třetí místo ve vzduchové pušce. Na Evropských hrách 2023 získala tři zlaté medaile: v individuální i týmové soutěži ve vzduchové pušce na 10 m a v soutěži smíšených družstev v polohové malorážce. V roce 2024 se stala mistryní Evropy v soutěži ženských družstev.
Je dočasnou důstojnicí švýcarské armády a kvůli sportovní kariéře přerušila studium biologie. Připravuje se ve středisku Spolkového úřadu pro sport v Magglingenu.
Mezinárodní rada vojenského sportu ji v roce 2023 vyhlásila nejlepší armádní sportovkyní světa.